# Cedrillas
Cedrillas è un comune spagnolo di 630 abitanti situato nella comunità autonoma dell'Aragona.